# Aloe caesia
Aloe caesia é uma espécie de liliopsida do gênero Aloe, pertencente à família Asphodelaceae.